# Hans Ruland
Hans Ruland (* 1948 in München; † 4. März 2006 ebenda) war ein deutscher Jazz-Journalist, Veranstalter und Rundfunk-Moderator in der von ihm gegründeten Jazz Welle Plus.
Ruland war gelernter Kaufmann und in vielfältiger Weise auch unternehmerisch im Jazzumfeld tätig. Er war ab 1982 zunächst Mitarbeiter und dann ab 1983 Herausgeber und Chefredakteur der Jazzzeitung, die zunächst nur in München erschien, später auch in einer Hamburger Ausgabe und dann ab 1997 bundesweit. 1986 gründete er den Münchner Jazzsender „Jazz Welle Plus“, in dem er auch moderierte. 1991 gründete er auch einen Ableger in Hamburg. 1997 gab er aus Gesundheitsgründen die Leitung sowohl der Jazzzeitung (die an den Conbrio-Verlag verkauft wurde) als auch der Jazz Welle Plus auf, moderierte aber noch bis 2005 im Bayerischen Rundfunk (Hot Club, Radiojazznacht, Jazzpoint). Er war Gründer des Jazzlabels Swingtime Records, auf dem er Aufnahmen von Dorothy Donegan, Jay McShann, Joe Turner und Dick Wellstood veröffentlichte. Ruland veranstaltete auch Jazzkonzerte (er hatte eine Agentur „Jazzbüro Ruland“), wobei er eine Vorliebe für Pianisten (und den Stride-Piano-Stil) hatte.

## Schriften
- Duke Ellington. Sein Leben, seine Musik, seine Schallplatten. Oreos, Gauting-Buchendorf 1983, ISBN 3-923657-03-X (Collection Jazz 2).